# Амдерма
Амде́рма — селище Ненецького автономного округу Архангельської області Росії. Має статус окремого сільського поселення, відноситься до Заполярного району.
Арктичний морський порт на р. Амдермі біля її впадіння в Карське море (на схід від протоки Югорський Шар). Назва селища в перекладі з ненецької означає «лежбище моржів»
Станом на 2010 рік у селищі мешкало 556 осіб.
Промисловість будівельних матеріалів.

## Населення
| 1959 | 1970  | 1979  | 1989  | 2002 | 2009 | 2010 |
| ---- | ----- | ----- | ----- | ---- | ---- | ---- |
| 3598 | ↗4516 | ↘4221 | ↗5495 | ↘647 | ↘572 | ↘541 |
| 2011 | 2012  | 2013  | 2014  | 2015 | 2016 | 2017 |
| ↗556 | ↘547  | ↗552  | ↗555  | ↗562 | ↘548 | ↗577 |